# Santiago Pinetta
Santiago Pinetta (Buenos Aires, Argentina; 8 de julio de 1933- 9 de abril de 2021), es un periodista argentino reconocido por ser quién dio inicio a la investigación de lo que se conoció como Caso IBM-Banco Nación, un cobro de sobornos para proveer de equipamiento informático al banco en la década de 1990.
Su investigación la plasmó en el libro La nación robada de su autoría que tuvo que imprimirlo con recursos propios por no ser aceptado por ninguna editorial. Y dicha investigación le trajo problemas de índole personal y económicos: Fue atacado por mafiosos en reiteradas oportunidades, perdió su empleo y sus aportes jubilatorios en la ANSES lo que le impidió cobrar su pensión de retiro recibiendo la jubilación mínima que le resulta insuficiente para su manutención obligandolo a vivir como mendigo en la estación Carlos Gardel de la línea B de subterráneos.

## Trayectoria
Pinetta se inició en el periodismo en 1955 desempeñándose en La Nación, La Razón, Clarín entre otros medios y en revistas como Primera Plana y el Informador Público. Además colaboró para medios del exterior como corresponsal.

### La nación robada
Pinetta hizo periodismo de investigación que plasmó en un libro llamado La nación robada donde denunció un caso de corrupción que involucró a funcionarios del Banco Nación argentino y la empresa IBM de Estados Unidos, el valor de la defraudación rondó los 250 millones de dólares estadounidenses. En 1994 Pinetta radicó en los Tribunales Federales la denuncia, y las autoridades judiciales dieron inicio a la investigación que terminó con siete acusados que recibieron condenas de hasta tres años en suspenso, ninguno terminó preso.